# ماري بيث هاريل
ماري بيث هاريل (بالإنجليزية: Mary Beth Harrell)‏ هي مقدمة تلفزيونية أمريكية، ولدت في 1946.